# حوار کلس
حوار کلس (به عربی: حوار کلس) یک روستا در سوریه است که در ناحیه صوران (حلب) واقع شده‌است. حوار کلس ۴۳۸ نفر جمعیت دارد.